# Corancy
Corancy település Franciaországban, Nièvre megyében. Lakosainak száma 281 fő (2022. január 1.). Corancy Chaumard, Arleuf, Château-Chinon, Châtin, Lavault-de-Frétoy, Planchez és Saint-Hilaire-en-Morvan községekkel határos.

## Népesség
A település népességének változása:
| Lakosok száma | 309  | 309  | 321  | 301  | 293  | 285  | 284  | 282  | 281  |
|               | 2013 | 2015 | 2016 | 2017 | 2018 | 2019 | 2020 | 2021 | 2022 |